# UEFA Women's Champions League 2010-2011
La UEFA Women's Champions League 2010-2011 è stata la seconda edizione della UEFA Women's Champions League e la decima edizione del torneo europeo femminile di calcio per club organizzato dalla Union of European Football Associations (UEFA) e destinato alle formazioni vincitrici dei massimi campionati nazionali d'Europa. Il torneo è stato vinto per la prima volta dalle francesi dell'Olympique Lione, che nella finale giocata allo stadio Craven Cottage di Londra hanno sconfitto le tedesche del Turbine Potsdam nella riedizione della finale dell'edizione 2009-2010.

## Formato
Partecipano al torneo 2010-2011 un totale di 51 squadre provenienti da 43 diverse federazioni affiliate alla UEFA. Il Turbine Potsdam ha partecipato come squadra campione in carica e come squadra vincitrice della Frauen-Bundesliga 2009-2010. Rispetto all'edizione 2009-2010 è assente la squadra rappresentante della federazione maltese.
Il torneo si compone di due fasi: una prima fase a gironi e una fase finale ad eliminazione diretta. Accedono direttamente alla fase a eliminazione diretta la squadra campione in carica e le squadre campioni nazionali appartenenti alle prime 23 federazioni secondo il ranking UEFA. Alla prima fase a gironi accedono le squadre seconde classificate delle prime otto federazioni e le squadre campioni nazionali appartenenti alle restanti 20 federazioni secondo il ranking UEFA. Le squadre vincenti i sette gironi della prima fase e le due migliori seconde accedono alla fase ad eliminazione diretta, il cui primo turno sono i sedicesimi di finale. La finale si gioca in gara unica allo stadio Craven Cottage di Londra, in Inghilterra.
| Turno                  | Andata                  | Ritorno                 |
| ---------------------- | ----------------------- | ----------------------- |
| Fase di qualificazione | dal 5 al 10 agosto 2010 | dal 5 al 10 agosto 2010 |
| Sedicesimi di finale   | 22-23 settembre 2010    | 13-14 ottobre 2010      |
| Ottavi di finale       | 3-4 novembre 2010       | 10-11 novembre 2010     |
| Quarti di finale       | 16-17 marzo 2010        | 23-24 marzo 2010        |
| Semifinali             | 9-10 aprile 2010        | 16-17 aprile 2010       |
| Finale                 | 26 maggio 2011          | 26 maggio 2011          |

## Ranking
Per l'edizione 2010-2011 della UEFA Women's Champions League alle squadre sono stati assegnati i posti in base al loro coefficiente all'anno 2009, il quale tiene conto delle loro prestazioni in competizioni europee dalla stagione 2004-2005 a quella 2008-2009.
| Pos. | Federazione     | Coeff. | Sq. |
| ---- | --------------- | ------ | --- |
| 1    | Germania        | 74,000 | 2   |
| 2    | Svezia          | 67,500 | 2   |
| 3    | Francia         | 49,000 | 2   |
| 4    | Russia          | 48,000 | 2   |
| 5    | Inghilterra     | 48,000 | 2   |
| 6    | Danimarca       | 32,000 | 2   |
| 7    | Italia          | 28,500 | 2   |
| 8    | Islanda         | 28,000 | 2   |
| 9    | Norvegia        | 27,000 | 1   |
| 10   | Spagna          | 19,500 | 1   |
| 11   | Paesi Bassi     | 18,000 | 1   |
| 12   | Bielorussia     | 18,000 | 1   |
| 13   | Austria         | 16,500 | 1   |
| 14   | Repubblica Ceca | 16,500 | 1   |
| 15   | Kazakistan      | 15,000 | 1   |

| Pos. | Federazione          | Coeff. | Sq. |
| ---- | -------------------- | ------ | --- |
| 16   | Belgio               | 15,000 | 1   |
| 17   | Polonia              | 13,500 | 1   |
| 18   | Svizzera             | 13,000 | 1   |
| 19   | Ucraina              | 12,000 | 1   |
| 20   | Serbia               | 10,000 | 1   |
| 21   | Finlandia            | 8,500  | 1   |
| 22   | Ungheria             | 8,500  | 1   |
| 23   | Grecia               | 8,500  | 1   |
| 24   | Scozia               | 7,500  | 1   |
| 25   | Romania              | 7,500  | 1   |
| 26   | Portogallo           | 7,000  | 1   |
| 27   | Bosnia ed Erzegovina | 7,000  | 1   |
| 28   | Israele              | 6,500  | 1   |
| 29   | Slovenia             | 5,500  | 1   |
| 30   | Bulgaria             | 5,500  | 1   |

| Pos. | Federazione      | Coeff. | Sq.  |
| ---- | ---------------- | ------ | ---- |
| 31   | Moldavia         | 5,500  | 1    |
| 32   | Lituania         | 4,500  | 1    |
| 33   | Slovacchia       | 3,500  | 1    |
| 34   | Galles           | 3,500  | 1    |
| 35   | Irlanda          | 3,000  | 1    |
| 36   | Croazia          | 2,500  | 1    |
| 37   | Fær Øer          | 2,500  | 1    |
| 38   | Azerbaijan       | 2,000  | (NI) |
| 39   | Macedonia        | 2,500  | 1    |
| 40   | Irlanda del Nord | 1,000  | 1    |
| 41   | Estonia          | 0,000  | 1    |
| 42   | Cipro            | 0,000  | 1    |
| 43   | Georgia          | 0,000  | 1    |
| 44   | Malta            | 0,000  | (NI) |
| (NP) | Turchia          | 0,000  | 1    |

Legenda:
- (NI) - Non partecipa
- (NP) - Nessuna posizione (l'associazione non ha partecipato alle cinque stagioni utilizzate per il calcolo dei coefficienti)

## Squadre partecipanti
La seguente lista contiene le squadre qualificate per il torneo. Con DT è indicata la detentrice del titolo, con CN la squadra campione nazionale, con 2ª la seconda classificata.
| Fase ad eliminazione diretta | Fase ad eliminazione diretta | Fase ad eliminazione diretta | Fase ad eliminazione diretta |
| ---------------------------- | ---------------------------- | ---------------------------- | ---------------------------- |
| Turbine Potsdam (DT)         | Linköping (CN)               | Olympique Lione (CN)         | Zvezda 2005 Perm' (CN)       |
| Arsenal (CN)                 | Fortuna Hjørring (CN)        | Torres (CN)                  | Valur (CN)                   |
| Røa (CN)                     | Rayo Vallecano (CN)          | AZ Alkmaar (CN)              | FK Zorka-BDU (CN)            |
| Neulengbach (CN)             | Sparta Praga (CN)            | CSHVSM Kairat (CN)           | Sint-Truiden (CN)            |
| Unia Racibórz (CN)           | Zurigo (CN)                  | Lehenda Černihiv (CN)        | Mašinac (CN)                 |
| Åland United (CN)            | MTK Budapest (CN)            | PAOK Salonicco (CN)          |                              |
| Fase di qualificazione       |                              |                              |                              |
| FCR 2001 Duisburg (2ª)       | Umeå IK (2ª)                 | FCF Juvisy (2ª)              | Rossijanka (2ª)              |
| Everton (2ª)                 | Brøndby (2ª)                 | Bardolino Verona (2ª)        | Breiðablik (2ª)              |
| Glasgow City (CN)            | FCM Târgu Mureș (CN)         | 1º Dezembro (CN)             | SFK 2000 (CN)                |
| ASA Tel Aviv (CN)            | Krka (CN)                    | NSA Sofia (CN)               | Roma Calfa (CN)              |
| Gintra Universitetas (CN)    | Slovan Bratislava (CN)       | Swansea City (CN)            | St. Francis (CN)             |
| Osijek (CN)                  | KÍ Klaksvík (CN)             | Gazi Üniversitesi (CN)       | Borec Veles (CN)             |
| Crusaders Newtownabbey (CN)  | Apollōn Lemesou (CN)         | Levadia Tallinn (CN)         | Baia Zugdidi (CN)            |

## Fase di qualificazione
Il sorteggio per la fase di qualificazione si è tenuto il 23 giugno 2010. Le partite dei singoli gironi sono state ospitate da una delle quattro squadre, indicata in corsivo.

### Gruppo A
Gare disputate a Copenaghen (Danimarca).
| Pos. | Squadra           | Pt | G | V | N | P | GF | GS | DR  |
| ---- | ----------------- | -- | - | - | - | - | -- | -- | --- |
| 1.   | Brøndby           | 9  | 3 | 3 | 0 | 0 | 21 | 0  | +21 |
| 2.   | NSA Sofia         | 6  | 3 | 2 | 0 | 1 | 11 | 3  | +8  |
| 3.   | Roma Calfa        | 1  | 3 | 0 | 1 | 2 | 3  | 13 | -10 |
| 4.   | Gazi Üniversitesi | 1  | 3 | 0 | 1 | 2 | 3  | 22 | -19 |

| 5 agosto 2010  | NSA Sofia         | 7 - 0  | Gazi Üniversitesi |  |
| 5 agosto 2010  | Brøndby           | 6 - 0  | Roma Calfa        |  |
| 7 agosto 2010  | Brøndby           | 12 - 0 | Gazi Üniversitesi |  |
| 7 agosto 2010  | Roma Calfa        | 0 - 4  | NSA Sofia         |  |
| 10 agosto 2010 | NSA Sofia         | 0 - 3  | Brøndby           |  |
| 10 agosto 2010 | Gazi Üniversitesi | 3 - 3  | Roma Calfa        |  |

### Gruppo B
Gare disputate a Šiauliai e a Pakruojis (Lituania).
| Pos. | Squadra              | Pt | G | V | N | P | GF | GS | DR  |
| ---- | -------------------- | -- | - | - | - | - | -- | -- | --- |
| 1.   | Everton              | 9  | 3 | 3 | 0 | 0 | 23 | 0  | +23 |
| 2.   | Gintra Universitetas | 4  | 3 | 1 | 1 | 1 | 4  | 7  | -3  |
| 3.   | KÍ Klaksvík          | 4  | 3 | 1 | 1 | 1 | 2  | 6  | -4  |
| 4.   | Borec Veles          | 0  | 3 | 0 | 0 | 3 | 0  | 16 | -16 |

| 5 agosto 2010  | Everton              | 6 - 0  | KÍ Klaksvík          |  |
| 5 agosto 2010  | Gintra Universitetas | 4 - 0  | Borec Veles          |  |
| 7 agosto 2010  | Everton              | 10 - 0 | Borec Veles          |  |
| 7 agosto 2010  | KÍ Klaksvík          | 0 - 0  | Gintra Universitetas |  |
| 10 agosto 2010 | Gintra Universitetas | 0 - 7  | Everton              |  |
| 10 agosto 2010 | Borec Veles          | 0 - 2  | KÍ Klaksvík          |  |

### Gruppo C
Gare disputate a Larnaca e a Limassol (Cipro).
| Pos. | Squadra         | Pt | G | V | N | P | GF | GS | DR  |
| ---- | --------------- | -- | - | - | - | - | -- | -- | --- |
| 1.   | Apollōn Lemesou | 9  | 3 | 3 | 0 | 0 | 13 | 2  | +11 |
| 2.   | Umeå IK         | 6  | 3 | 2 | 0 | 1 | 5  | 4  | +1  |
| 3.   | ASA Tel Aviv    | 3  | 3 | 1 | 0 | 2 | 3  | 7  | -4  |
| 4.   | SFK 2000        | 0  | 3 | 0 | 0 | 3 | 2  | 10 | -8  |

| 5 agosto 2010  | Umeå IK          | 3 - 0 | ASA Tel Aviv     |  |
| 5 agosto 2010  | SFK 2000         | 1 - 6 | Apollon Limassol |  |
| 7 agosto 2010  | Umeå IK          | 1 - 4 | Apollon Limassol |  |
| 7 agosto 2010  | ASA Tel Aviv     | 3 - 1 | SFK 2000         |  |
| 10 agosto 2010 | SFK 2000         | 0 - 1 | Umeå IK          |  |
| 10 agosto 2010 | Apollon Limassol | 3 - 0 | ASA Tel Aviv     |  |

### Gruppo D
Gare disputate a Kópavogur e a Reykjavík (Islanda).
| Pos. | Squadra         | Pt | G | V | N | P | GF | GS | DR  |
| ---- | --------------- | -- | - | - | - | - | -- | -- | --- |
| 1.   | FCF Juvisy      | 7  | 3 | 2 | 1 | 0 | 20 | 4  | +16 |
| 2.   | Breiðablik      | 7  | 3 | 2 | 1 | 0 | 18 | 4  | +14 |
| 3.   | FCM Târgu Mureș | 3  | 3 | 1 | 0 | 2 | 3  | 13 | -10 |
| 4.   | Levadia Tallinn | 0  | 3 | 0 | 0 | 3 | 2  | 22 | -20 |

| 5 agosto 2010  | Juvisy          | 5 - 1  | FCM Târgu Mureș |  |
| 5 agosto 2010  | Breiðablik      | 8 - 1  | Levadia Tallinn |  |
| 7 agosto 2010  | Juvisy          | 12 - 0 | Levadia Tallinn |  |
| 7 agosto 2010  | FCM Târgu Mureș | 0 - 7  | Breiðablik      |  |
| 10 agosto 2010 | Breiðablik      | 3 - 3  | Juvisy          |  |
| 10 agosto 2010 | Levadia Tallinn | 1 - 2  | FCM Târgu Mureș |  |

### Gruppo E
Gare disputate a Krško e a Ivančna Gorica (Slovenia).
| Pos. | Squadra          | Pt | G | V | N | P | GF | GS | DR  |
| ---- | ---------------- | -- | - | - | - | - | -- | -- | --- |
| 1.   | Bardolino Verona | 9  | 3 | 3 | 0 | 0 | 14 | 1  | +13 |
| 2.   | Krka             | 6  | 3 | 2 | 0 | 1 | 9  | 4  | +5  |
| 3.   | Swansea City     | 3  | 3 | 1 | 0 | 2 | 2  | 12 | -10 |
| 4.   | Baia Zugdidi     | 0  | 3 | 0 | 0 | 3 | 1  | 9  | -8  |

| 5 agosto 2010  | Bardolino Verona | 7 - 0 | Swansea City     |  |
| 8 agosto 2010  | Krka             | 4 - 0 | Baia Zugdidi     |  |
| 7 agosto 2010  | Bardolino Verona | 3 - 0 | Baia Zugdidi     |  |
| 7 agosto 2010  | Swansea City     | 0 - 4 | Krka             |  |
| 10 agosto 2010 | Krka             | 1 - 4 | Bardolino Verona |  |
| 10 agosto 2010 | Baia Zugdidi     | 1 - 2 | Swansea City     |  |

### Gruppo F
Gare disputate a Osijek e a Vinkovci (Croazia).
| Pos. | Squadra     | Pt | G | V | N | P | GF | GS | DR  |
| ---- | ----------- | -- | - | - | - | - | -- | -- | --- |
| 1.   | Rossijanka  | 9  | 3 | 3 | 0 | 0 | 18 | 1  | +17 |
| 2.   | St. Francis | 6  | 3 | 2 | 0 | 1 | 9  | 13 | -4  |
| 3.   | 1º Dezembro | 3  | 3 | 1 | 0 | 2 | 6  | 9  | -3  |
| 4.   | Osijek      | 0  | 3 | 0 | 0 | 3 | 4  | 14 | -10 |

| 5 agosto 2010  | Rossijanka  | 5 - 0 | Osijek      |  |
| 5 agosto 2010  | 1º Dezembro | 1 - 4 | St Francis  |  |
| 7 agosto 2010  | Rossijanka  | 9 - 0 | St Francis  |  |
| 7 agosto 2010  | Osijek      | 1 - 4 | 1º Dezembro |  |
| 10 agosto 2010 | 1º Dezembro | 1 - 4 | Rossijanka  |  |
| 10 agosto 2010 | St Francis  | 5 - 3 | Osijek      |  |

### Gruppo G
Gare disputate a Ballymena, a Dungannon e a Castledawson (Irlanda del Nord).
| Pos. | Squadra                         | Pt | G | V | N | P | GF | GS | DR  |
| ---- | ------------------------------- | -- | - | - | - | - | -- | -- | --- |
| 1.   | FCR 2001 Duisburg               | 9  | 3 | 3 | 0 | 0 | 13 | 1  | +12 |
| 2.   | Glasgow City                    | 6  | 3 | 2 | 0 | 1 | 12 | 4  | +8  |
| 3.   | Slovan Bratislava               | 3  | 3 | 1 | 0 | 2 | 1  | 7  | -6  |
| 4.   | Crusaders Newtownabbey Strikers | 0  | 3 | 0 | 0 | 3 | 1  | 15 | -14 |

| 5 agosto 2010  | FCR 2001 Duisburg               | 3 - 0 | Slovan Bratislava               |  |
| 5 agosto 2010  | Glasgow City                    | 8 - 0 | Crusaders Newtownabbey Strikers |  |
| 7 agosto 2010  | FCR 2001 Duisburg               | 6 - 1 | Crusaders Newtownabbey Strikers |  |
| 7 agosto 2010  | Slovan Bratislava               | 0 - 4 | Glasgow City                    |  |
| 10 agosto 2010 | Glasgow City                    | 0 - 4 | FCR 2001 Duisburg               |  |
| 10 agosto 2010 | Crusaders Newtownabbey Strikers | 0 - 1 | Slovan Bratislava               |  |

### Ranking delle seconde classificate
Alla fase ad eliminazione diretta accedono, oltre alle prime classificate dei sette gruppi, anche le due migliori seconde. La graduatoria delle seconde considera solamente le partite disputate contro la prima e la terza del girone.
| Gr. | Squadra              | Pt | G | V | N | P | GF | GS | DR |
| --- | -------------------- | -- | - | - | - | - | -- | -- | -- |
| D   | Breiðablik           | 4  | 2 | 1 | 1 | 0 | 10 | 3  | +7 |
| E   | Krka                 | 3  | 2 | 1 | 0 | 1 | 5  | 4  | +1 |
| A   | NSA Sofia            | 3  | 2 | 1 | 0 | 1 | 4  | 3  | +1 |
| C   | Umeå IK              | 3  | 2 | 1 | 0 | 1 | 4  | 4  | 0  |
| G   | Glasgow City         | 3  | 2 | 1 | 0 | 1 | 4  | 4  | 0  |
| F   | St. Francis          | 3  | 2 | 1 | 0 | 1 | 4  | 10 | -6 |
| F   | Gintra Universitetas | 1  | 2 | 0 | 1 | 1 | 0  | 7  | -7 |

## Fase ad eliminazione diretta

### Sedicesimi di finale
| Squadra 1        | Totale         | Squadra 2         | Andata | Ritorno |
| ---------------- | -------------- | ----------------- | ------ | ------- |
| Sint-Truiden     | 0 – 10         | Sparta Praga      | 0 – 3  | 0 – 7   |
| Lehenda Černihiv | 1 – 7          | Rossijanka        | 1 – 3  | 0 – 4   |
| Mašinac          | 1 – 12         | Arsenal           | 1 – 3  | 0 – 9   |
| CSHVSM Kairat    | 0 – 11         | FCR 2001 Duisburg | 0 – 5  | 0 – 6   |
| MTK Budapest     | 1 – 7          | Everton           | 0 – 0  | 1 – 7   |
| Breiðablik       | 0 – 9          | FCF Juvisy        | 0 – 3  | 0 – 6   |
| PAOK Salonicco   | 1 – 3          | Neulengbach       | 1 – 0  | 0 – 3   |
| Krka             | 0 – 12         | Linköping         | 0 – 7  | 0 – 5   |
| Rayo Vallecano   | 4 – 1          | Valur             | 3 – 0  | 1 – 1   |
| Åland United     | 0 – 15         | Turbine Potsdam   | 0 – 9  | 0 – 6   |
| AZ Alkmaar       | 1 – 10         | Olympique Lione   | 1 – 2  | 0 – 8   |
| FK Zorka-BDU     | 1 – 2          | Røa               | 1 – 2  | 0 – 0   |
| Fortuna Hjørring | 14 – 1         | Bardolino Verona  | 8 – 0  | 6 – 1   |
| Unia Racibórz    | 2 – 2 (g.f.c.) | Brøndby           | 1 – 2  | 1 – 0   |
| Apollōn Lemesou  | 2 – 4          | Zvezda 2005 Perm' | 1 – 2  | 1 – 2   |
| Zurigo           | 3 – 7          | Torres            | 2 – 3  | 1 – 4   |

### Ottavi di finale
| Squadra 1         | Totale | Squadra 2         | Andata | Ritorno        |
| ----------------- | ------ | ----------------- | ------ | -------------- |
| FCR 2001 Duisburg | 7 – 2  | Fortuna Hjørring  | 4 – 2  | 3 – 0          |
| Rayo Vallecano    | 3 – 4  | Arsenal           | 2 – 0  | 1 – 4          |
| Rossijanka        | 1 – 11 | Olympique Lione   | 1 – 6  | 0 – 5          |
| Brøndby           | 2 – 5  | Everton           | 1 – 4  | 1 – 1          |
| Torres            | 3 – 4  | FCF Juvisy        | 1 – 2  | 2 – 2 (d.t.s.) |
| Turbine Potsdam   | 16 – 0 | Neulengbach       | 7 – 0  | 9 – 0          |
| Linköping         | 3 – 0  | Sparta Praga      | 2 – 0  | 1 – 0          |
| Røa               | 1 – 5  | Zvezda 2005 Perm' | 1 – 1  | 0 – 4          |

### Quarti di finale
| Squadra 1         | Totale         | Squadra 2         | Andata | Ritorno |
| ----------------- | -------------- | ----------------- | ------ | ------- |
| Zvezda 2005 Perm' | 0 – 1          | Olympique Lione   | 0 – 0  | 0 – 1   |
| Arsenal           | 3 – 3 (g.f.c.) | Linköping         | 1 – 1  | 2 – 2   |
| Everton           | 2 – 5          | FCR 2001 Duisburg | 1 – 3  | 1 – 2   |
| FCF Juvisy        | 2 – 9          | Turbine Potsdam   | 0 – 3  | 2 – 6   |

### Semifinali
| Squadra 1         | Totale | Squadra 2       | Andata | Ritorno |
| ----------------- | ------ | --------------- | ------ | ------- |
| Olympique Lione   | 5 – 2  | Arsenal         | 2 – 0  | 3 – 2   |
| FCR 2001 Duisburg | 2 – 3  | Turbine Potsdam | 2 – 2  | 0 – 1   |

### Finale

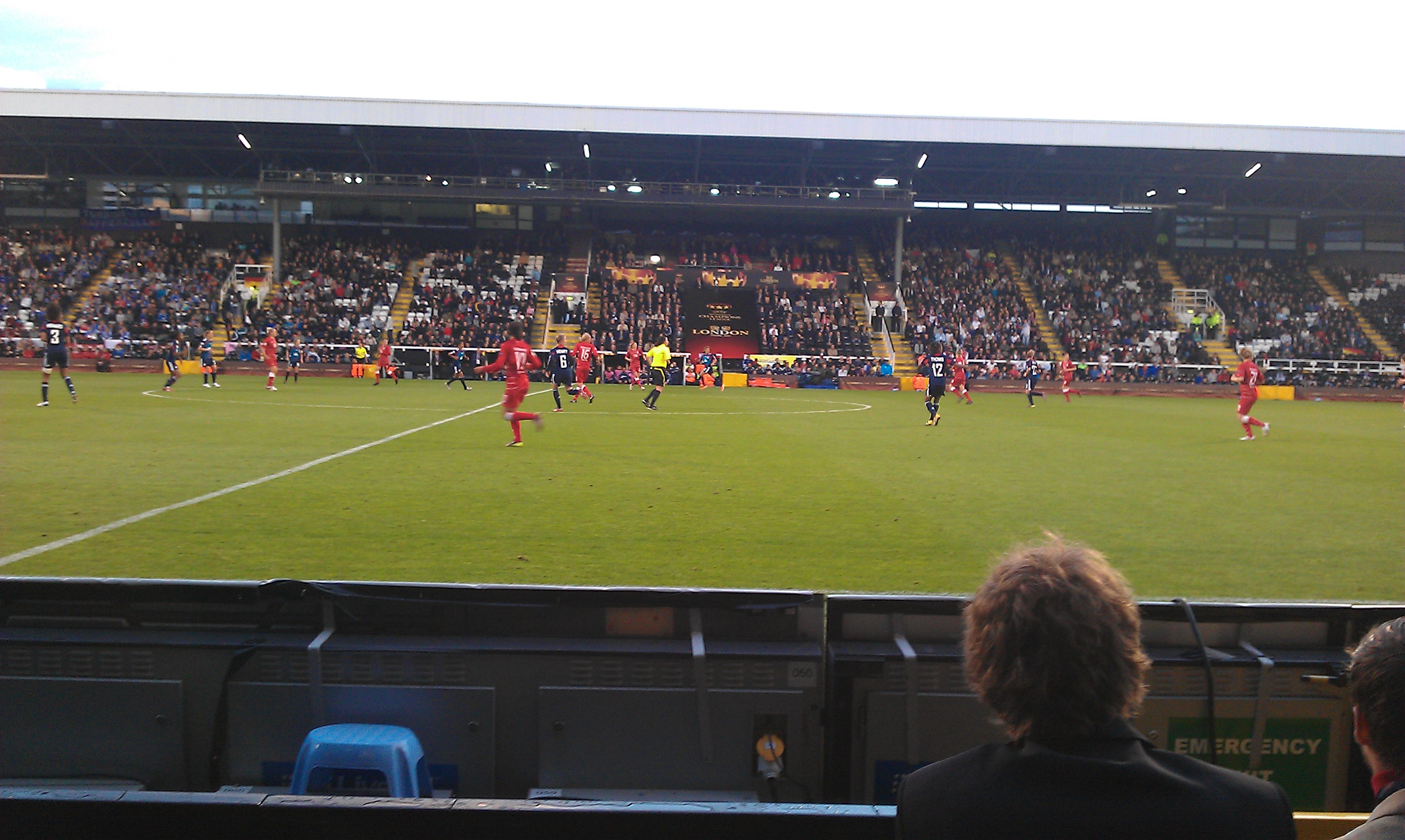
Foto della finale al Craven Cottage.

| Arbitro: | Dagmar Damkova |

|                           |           |  |
| Renard 27’ Dickenmann 85’ | Marcatori |  |

| Olympique Lione | Turbine Potsdam |

| Olympique Lione: |    |                     |     |     |
|                  |    |                     |     |     |
| P                | 26 | Sarah Bouhaddi      |     |     |
| D                | 3  | Wendie Renard       |     |     |
| D                | 5  | Laura Georges       |     |     |
| D                | 20 | Sabrina Viguier     |     |     |
| C                | 6  | Amandine Henry      |     |     |
| C                | 10 | Louisa Nécib        |     | 55’ |
| C                | 11 | Shirley Cruz Traña  |     |     |
| C                | 18 | Sonia Bompastor (c) |     |     |
| C                | 23 | Camille Abily       | 60’ |     |
| A                | 8  | Lotta Schelin       |     |     |
| A                | 12 | Élodie Thomis       |     | 73’ |
| A disposizione:  |    |                     |     |     |
| P                | 1  | Véronique Pons      |     |     |
| C                | 4  | Ingvild Stensland   |     |     |
| A                | 7  | Sandrine Brétigny   |     |     |
| C                | 9  | Eugénie Le Sommer   |     | 73’ |
| C                | 15 | Aurélie Kaci        |     |     |
| C                | 21 | Lara Dickenmann     |     | 55’ |
| A                | 25 | Amel Majri          |     |     |
| Allenatore:      |    |                     |     |     |
| Patrice Lair     |    |                     |     |     |

| Turbine Potsdam: |    |                        |
|                  |    |                        |
| P                | 24 | Anna Felicitas Sarholz |
| D                | 4  | Babett Peter           |
| D                | 8  | Josephine Henning      |
| D                | 15 | Inka Wesely            |
| D                | 20 | Bianca Schmidt         |
| C                | 7  | Isabel Kerschowski     |
| C                | 10 | Fatmire Bajramaj       |
| C                | 14 | Jennifer Zietz (c)     |
| C                | 16 | Viola Odebrecht        |
| A                | 21 | Tabea Kemme            |
| A                | 31 | Anja Mittag            |
| A disposizione:  |    |                        |
| P                | 1  | Desirée Schumann       |
| D                | 2  | Kristin Demann         |
| D                | 5  | Daniela Löwenberg      |
| C                | 6  | Marie-Louise Bagehorn  |
| A                | 9  | Jessica Wich           |
| C                | 11 | Jennifer Cramer        |
| D                | 19 | Corina Schröder        |
| Allenatore:      |    |                        |
| Bernd Schröder   |    |                        |

| Player of the Match: Camille Abily (O. Lione) Assistenti di gioco: Adriana Šecová Lucie Ratajová Quarto uomo: Jana Adámková |

## Statistiche

### Classifica marcatori
Solo per la fase ad eliminazione diretta.
| Gol |  | Minuti giocati | Giocatore                | Squadra           |
| --- |  | -------------- | ------------------------ | ----------------- |
| 11  |  | 630'           | Inka Grings              | FCR 2001 Duisburg |
| 9   |  | 600'           | Yūki Nagasato            | Turbine Potsdam   |
| 9   |  | 745'           | Lotta Schelin            | Olympique Lione   |
| 8   |  | 708'           | Anja Mittag              | Turbine Potsdam   |
| 7   |  | 360'           | Cathrine Paaske-Sørensen | Fortuna Hjørring  |
| 5   |  | 382'           | Eugénie Le Sommer        | Olympique Lione   |
| 5   |  | 439'           | Brooke Chaplen           | Everton           |
| 5   |  | 567'           | Laëtitia Tonazzi         | FCF Juvisy        |
| 5   |  | 617'           | Lara Dickenmann          | Olympique Lione   |
| 5   |  | 691'           | Fatmire Bajramaj         | Turbine Potsdam   |
| 4   |  | 314'           | Kosovare Asllani         | Linköping         |
| 4   |  | 390'           | Elisa Camporese          | Torres            |
| 4   |  | 540'           | Linda Sällström          | Linköping         |
| 4   |  | 586'           | Bianca Schmidt           | Turbine Potsdam   |
| 4   |  | 686'           | Rachel Yankey            | Arsenal           |